# Campeonato Sudamericano de Voleibol Masculino Sub-23 de 2016
El II Campeonato Sudamericano de Voleibol Masculino Sub-23 será un torneo de selecciones que se llevará a cabo en Cartagena, Colombia del 21 al 25 de junio de 2016. El torneo es organizado por la Confederación Sudamericana de Voleibol (CSV) y otorga dos cupos para el Campeonato Mundial de Voleibol Masculino Sub-23 de 2017.

## Equipos participantes
- Argentina
- Brasil
- Chile
- Colombia
- Ecuador
- Perú

## Primera fase

### Grupo A

#### Resultados
| Fecha    | Encuentro      | Resultado | Set   | Set   | Set   | Set   | Set | Puntuación total |
| Fecha    | Encuentro      | Resultado | 1     | 2     | 3     | 4     | 5   | Puntuación total |
| -------- | -------------- | --------- | ----- | ----- | ----- | ----- | --- | ---------------- |
| 21-06-16 | Chile - Perú   | 3-1       | 25:12 | 25:20 | 22:25 | 25:15 | :   | 97-72            |
| 22-06-16 | Brasil - Perú  | 3-0       | 25:14 | 25:11 | 25:13 |       |     | 75-38            |
| 23-06-16 | Brasil - Chile | 3-0       | 25:19 | 25:15 | 25:10 |       |     | 75-44            |

### Clasificación
| Pos | Equipo | PJ | PG | PP | SG | SP | PTS |
| --- | ------ | -- | -- | -- | -- | -- | --- |
| 1   | Brasil | 2  | 2  | 0  | 6  | 0  | 6   |
| 2   | Chile  | 2  | 1  | 1  | 3  | 4  | 3   |
| 3   | Perú   | 2  | 0  | 2  | 1  | 6  | 1   |

### Grupo B

#### Resultados
| Fecha    | Encuentro            | Resultado | Set   | Set   | Set   | Set   | Set | Puntuación total |
| Fecha    | Encuentro            | Resultado | 1     | 2     | 3     | 4     | 5   | Puntuación total |
| -------- | -------------------- | --------- | ----- | ----- | ----- | ----- | --- | ---------------- |
| 21-06-16 | Colombia - Ecuador   | 3-0       | 25:12 | 25:17 | 25:18 | :     | :   | 75-47            |
| 22-06-16 | Argentina - Ecuador  | 3-0       | 25:10 | 25:18 | 25:12 |       |     | 75-40            |
| 23-06-16 | Argentina - Colombia | 3-1       | 25:14 | 25:23 | 23:25 | 25:18 |     | 98-80            |

### Clasificación
| Pos | Equipo    | PJ | PG | PP | SG | SP | PTS |
| --- | --------- | -- | -- | -- | -- | -- | --- |
| 1   | Argentina | 2  | 2  | 0  | 6  | 1  | 6   |
| 2   | Colombia  | 2  | 1  | 1  | 4  | 3  | 4   |
| 3   | Ecuador   | 2  | 0  | 2  | 0  | 6  | 0   |

### 5° al 6° Puesto
| Fase     | Fecha    | Encuentro     | Resultado | Set   | Set   | Set   | Set | Set | Puntuación total |
| Fase     | Fecha    | Encuentro     | Resultado | 1     | 2     | 3     | 4   | 5   | Puntuación total |
| -------- | -------- | ------------- | --------- | ----- | ----- | ----- | --- | --- | ---------------- |
| 5° Lugar | 24-06-16 | Perú- Ecuador | 3-0       | 25:17 | 25:16 | 25:18 |     |     | 75-51            |

## Fase Final

### Final 1° y 3° puesto
|  | Semifinales | Semifinales |   |       | Final     | Final |  |
|  |             |             |   |       |           |       |  |
|  |             |             |   |       |           |       |  |
|  |             |             |   |       |           |       |  |
|  | Argentina   | 3           |   |       |           |       |  |
|  | Chile       | 0           |   |       |           |       |  |
|  |             |             |   |       |           |       |  |
|  |             |             |   |       |           |       |  |
|  |             |             |   |       | Brasil    | 3     |  |
|  |             | Argentina   | 0 |       |           |       |  |
|  |             |             |   |       |           |       |  |
|  |             |             |   |       |           |       |  |
|  |             |             |   |       | 3º puesto |       |  |
|  |             |             |   |       |           |       |  |
|  | Brasil      | 3           |   | Chile | 2         |       |  |
|  | Colombia    | 1           |   |       | Colombia  | 3     |  |

### Resultados
| Fase      | Fecha    | Encuentro          | Resultado | Set   | Set   | Set   | Set   | Set   | Puntuación total |
| Fase      | Fecha    | Encuentro          | Resultado | 1     | 2     | 3     | 4     | 5     | Puntuación total |
| --------- | -------- | ------------------ | --------- | ----- | ----- | ----- | ----- | ----- | ---------------- |
| Semifinal | 24-06-16 | Argentina- Chile   | 3-0       | 25:22 | 25:17 | 25:22 |       |       | 75-61            |
| Semifinal | 24-06-16 | Brasil - Colombia  | 3-1       | 18:25 | 25:17 | 25:18 | 25:16 |       | 93-76            |
| 3° lugar  | 25-06-16 | Chile - Colombia   | 2-3       | 26:24 | 21:25 | 25:21 | 21:25 | 13:25 | 96-103           |
| Final     | 25-06-16 | Argentina - Brasil | 0-3       | 21:25 | 24:26 | 26:28 |       |       | 71-75            |

## Campeón
| Brasil           |
| Campeón          |
| Brasil 2° título |

## Posiciones finales
| Pos | Equipo    |
| --- | --------- |
|     | Brasil    |
|     | Argentina |
|     | Colombia  |
| 4   | Chile     |
| 5   | Perú      |
| 6   | Ecuador   |

## Clasificados alCampeonato Mundial de Voleibol Masculino sub-23 de 2017
| Bandera de Brasil | Bandera de Argentina |
| Brasil            | Argentina            |